# Tokyo Bijin
Singles de Yūko Nakazawa
Futari Gurashi
(2001) Get Along with You
(2003)
 Tokyo Bijin  (東京美人) est le septième single en solo de Yūko Nakazawa. 

## Présentation
Le single sort le 28 août 2002 au Japon sous le label zetima, écrit et produit par Tsunku. Il atteint la 14e place du classement de l'Oricon. Il se vend à 13 560 exemplaires la première semaine, et reste classé pendant deux semaines, pour un total de 16 860 exemplaires vendus ; c'est alors la plus faible vente d'un disque de la chanteuse. La chanson-titre figurera d'abord sur la compilation Petit Best 3 de fin d'année, puis sur son deuxième album solo, Dai Nishō ~Tsuyogari~, qui ne sortira que deux ans en plus tard en 2004 ; elle figurera aussi sur sa compilation Legend de 2008.

## Liste des titres
1. Tokyo Bijin (東京美人?)
2. Klaxon (クラクション?)
3. Tokyo Bijin (Instrumental) (東京美人...?)